# Ctenolimnophila
Ctenolimnophila is een muggengeslacht uit de familie van de steltmuggen (Limoniidae).

## Soorten

### OndergeslachtAbitagua
- C. (Abitagua) longifusa Alexander, 1944

### OndergeslachtCampbellomyia
- C. (Campbellomyia) alpina (Alexander, 1922)
- C. (Campbellomyia) brevitarsis (Alexander, 1926)
- C. (Campbellomyia) harrisiana (Alexander, 1924)
- C. (Campbellomyia) madagascariensis Alexander, 1960
- C. (Campbellomyia) neolimnophiloides Alexander, 1942
- C. (Campbellomyia) paulistae Alexander, 1943
- C. (Campbellomyia) severa Alexander, 1943
- C. (Campbellomyia) venustipennis (Alexander, 1925)

### OndergeslachtCtenolimnophila
- C. (Ctenolimnophila) bivena Alexander, 1921
- C. (Ctenolimnophila) decisa (Alexander, 1914)
- C. (Ctenolimnophila) fuscoanalis Alexander, 1946